# Bagrat III l'Unificador
Bagrat III l'Unificador fou rei d'Abkhàzia des del 978, rei dels Kartvels des del 1008 i rei de Kakhètia des del 1010. Des d'aquesta data governà sobre la Geòrgia unificada.

## Joventut
Va néixer vers el 960 probablement a la Geòrgia oriental. És l'únic fill conegut de Gurguèn I d'Ibèria, rei dels kartvels (rei titular de Kartli o Ibèria) i de Gurandukht, filla del rei Jordi II d'Abkhàzia. Bagrat era així l'hereu de la família Bagrationi, una branca dels Bagratuní d'Armènia qui havia arribar a Geòrgia al segle viii. Encara jove el príncep hereu d'Ibèria fou designat hereu pel cosí del seu pare, David el curopalata, duc de Tao o Tayk i curopalata des de 966, que havia educat al jove príncep a la seva cort.
En aquesta època el nucli d'Ibèria estava sota domini d'Abkhàzia, el nucli de la qual al seu torn eren els territoris a l'oest de la moderna Geòrgia. El 970 Abkhàzia que havia escapat gairebé indemne a les invasions àrabs, es va emancipar de la sobirania romana d'Orient i es va constituir en regne, augmentant el seu poder i esdevenint el major poder a la regió. El 916 l'estat abkhazi al seu zenit, va envair Ibèria de la que es va apoderar i va amenaçar Armènia. El 975 regnava Teodosi III d'Abkhàzia el Cec, que era oncle matern de Bagrat, però part de la noblesa li era hostil i va esclatar la guerra civil. Ciríac II de Kakhètia (939-976) va aprofitar el moment per atacar Ibèria i desfer la potència del rei abkhazi; en poc temps es va fer amo de la Geòrgia central. Llavors l'eristavi de Kartli, Joan Maruxisdze es va revoltar contra Ciríac II i va demanar ajuda al pare adoptiu del jove Bagrat, David el Curopalata. El 976 aquest va arribar a Ibèria central i va vèncer els kakhs (kakhetis) que van haver d'evacuar el país. David, alliberador d'Ibèria va ser reconegut rei per la noblesa però va oferir el regne, alliberat de tots els sobirans anteriors, al seu protegit Bagrat que encara era jove i va quedar sota regència del seu pare.

## Primers anys de regnat dels kartvels
La primera part del regnat de Bagrat III el regne dels kartvels és mal coneguda. Se sap que després d'arribar al tron els nobles van aprofitar la mala situació econòmica i social del pañis per recuperar privilegis i aviat es van començar a revoltar. El 978 els Nakurdevelians (feudals del Kurdis-Khevi) i els Baratians es van unir i es van aliar al nou corbisbe (rei) de Kakhètia, David. Aquest es va apoderar de la fortalesa d'Uplistsikhe i va agafar com a ostatge al jove Bagrat III i als seus parents. Assabentat, David el Curopalata, va fer una expedició contra Kakhètia i David, després de negociacions, va retornar Ibèria a la família reial però va conservar la possessió de les fortaleses de Gruvi i Tsirkvali, A partir d'aquell moment, la regència la va començar a exercir la reina Gurandukht, mare de Bagrat III

## Rei d'Abkhàzia
En aquest temps la feblesa del rei Teodosi a Abkhàzia enfront dels nobles, havia afeblit el paíos. Aprofitant això Joan Maruchisdze, que ja havia posat a Bagrat al tron dels kartvels, va intentar posar-lo també al d'Abkhàzia. L'únic hereu del rei Teodosi III el Cec era de fet el seu nebot, Bagrat. L'eristavi Joan es va aliar amb la noblesa d'Ibèria i Abkhàzia i tots van estar d'acord que un nou rei, jove i poderós, unificant les dues parts del país, seria bo per Abkhàzia. Així Teodosi III va abdicar el 978 (i fou enviat a un exili daurat a Taoklardjètia, en un monestir) i Bagrat III fou coronat quan ja havia arribat a una edat en que podia regnar. Cal notar que aquest esdeveniment se situa generalment el 978 però alguns historiadors pensen que va poder ser el 980.
Ja rei d'Abkhàzia, va haver de retornar urgentment a Kartli on la seva mare i regent Gurandukht, es volia fer independent. Els nobles de Kartli, qui feien costat a la reina regent, refusaren reconèixer Bagrat i van posar al tron a un tal Kavtar Tbeli 11. Els nobles van agafar posicions defensives per tota la Geòrgia central, però el rei Bagrat els va derrotar en una batalla decisiva a Moghri. Bagrat entra al seu regne o captura Uplistsikhe a la seva mare. La rebel·lió va quedar desactivada, i va retornar a Abkhàzia on va deixar a la seva mare sota vigilància. Bagrat III va començar llavors a posar ordre als afers abkhazis. Va calmar als nobles i es va presentar com a monarca lleial i honest.

## Guerra familiar
Unas anys després un noble d'Ibèria, de nom Rat, fill de Liparit, duc de Kldekarni, apareix com un potent noble en la part oriental del regne de Bagrat III. Aviat entra en possessió de la senyoria d'Atenes, i de la part sud del Kartli (al sud del Mtkvari), de la regió de Trialètia, de la vall de Manglissi i de la Scorètia, i aviat refusa a obeir a Bagrat III11. Aquest va marxar contra ell amb un exèrcit reforçat per la milícia del seu pare Gurguèn. Però per por de veure a Bagrat més poderos que ell, el seu pare adoptiu David es va aliar amb Bagrat Regouen, el mateix pare de Gurguèn, i amb els reis armenis Simbaci II d'Armènia i Abas de Kars, a fi i efecte d'aturar la intervenció de Bagrat
Una primera batalla es va lliurar a la plana de Gardatkhinlni, a l'entrada de la Txavtxètia. L'exèrcit de Gurguèn fou derrotat i el príncep es va haver de refugiar a la fortalesa de Tsepta. El rei Bagrat III, qui havia suspès la seva campanya contre Rat, va saber amb tristesa que no tenia prou força per afrontar als exèrcits de David el Curopalata i de Bagrat Reguen i va iniciar negociacions amb el camp enèmic. Finalement, es va acordar la pau en termes equilibrats i es va acabar la guerra dita « familiar ».
Bagrat III va tornar a Abkhàzia i hi va regnar en pau deixant a Rat, el noble revoltat, tornar als seus dominis. L'estratègia reial de deixar retornar a Rat al Kartli per fer-li creure que el conflicte havia acabat va funcionar; a l'hivern Bagrat va reunir forces i sobtadament va assetjar Kldekarni, abans de vèncer el duc Rat. Aquest fou perdonat i nomenat duc d'Argvètia, a Geòrgia occidental

## Unificació
El 31 de març de 1000 va morir el pare adoptiu de Bagrat i el seu protector, David el Curopalata, probablement assassinat. La Crònica georgiana de Vakhuxt Bagration precisa que a la mort del rei de Tao, el país es va sumir en la desolació. Llavors l'emperador romà d'Orient Basili II, dit Bulgaròcton, a qui David havia hagut de llegar el Tao a causa del seu papoer en la revolta de Bardes Focas, va decidir recuperar per la força el territori. No obstant, l'emperador tornnava d'una campanya a Síria contra el califa fatimita, i que esperava una campanya difícil, es va trobar enfront d'uns nobles comprensius que es reconeixien els seus subjectes i refusaven l'autoritat de Bagrat III. En pocs mesos va acabar la conquesta de la Taoklarjètia, abans d'acordar el títol de «mestre» a Gourgen, pare de Bagrat, i el de «curopalata» al rei mateix. Intentava així posar al fill contra el pare però no va esclatar cap conflicte, perquè Gurguèn era considerat com un home i un pare franc i just. Així Bagrat III, a més del seu títol de Rei d'Abkhàzia, va esdevenir curopalata d'Ibèria, unificant la Geòrgia occidental, però perdent una gran part de la seva herència familiar.
El 1008, va rebre el títol hereditari de « Rei dels Georgians » (rei dels kartvels), i el ducat unificat del Baix Tao-Javakhètia, a la mort del seu pare Gurguèn I d'Ibèria. Esdevingut així amo de totes les terres dirigides per membres de la dinastia dels Bagrationi, Bagrat III va decidir llavors intervenir a Transcaucàsia oriental. Va començar per reclamar a David, corbisbe de Kakhètia, les terres que havia annexionat després de la seva inicial victòria en la guerra de Kartli del 978. David refusa i anuncia que està disposat a fer la guerra. Bagrat irritat, va marxar a Kakhètia, va travessar Kartli, i va devastar l'Herècia, una província oriental del principat de Kakhètia. Va instal·lar a un tal Aboulal com mthavari (« comte ») de la regió, però aquest fou enderrocat per la noblesa local que va prendre el control del país i va decidir unir-se a Kakhètia.
Assabentat Bagrat de la revolta d'Herècia recent annexionada, va decidir mobilitzar les tropes i tornar a la conquesta. En poc temps va poder annexionar Herècia, va sotmetre a la noblesa local d'Imerècia (Geòrgia occidental), i va posar les reliquies de la primera reina ortodoxa del país prop d'aquests nobles. El 1008, Bagrat III va iniciar la conquesta de la Kakhètia que va acabar el 1010, sense trobar una oposició molt forta. Va deixar la fortalesa de Bodxorma al príncep Ciríac III de Kakhètia, fill del corbisbe David, però després li va prendre i va annexionar completament el país. Al final d'aquesta guerra, Bagrat III es va trobar com amo absolut de tots els països georgians. Va acabar doncs la unificació del país i ara era « Rei dels Abkhazis, dels Kartvels, dels Rans i dels Kakhs »

## Guerra contra Fadl de Gandja
Bagrat va decidir aleshores començar campanyes contra els països veíns i va optar per atacar el primer a l'emirat veí de Gandja (actual Azerbaidjan), on governava Fadlun o Fadl (de la dinastia dels Shaddàdides), que havia fet algunes incursions de saqueig a la Geòrgia oriental Bagrat, per aconseguir els seus objectius, va fer una aliança amb el rei armeni Gagik I, dit Shahinshah. El 1012, les tropes armenies i georgianes es van reunir i es van posar en ruta cap a Gandja al Tzoraget (altre nom per Shirak), a Armènia). Fadl, qui havia jurat la mort de tots els christians i que no havia estat mai derrotat per cap sobirà fins aleshores, es va sorprendre quan va saber l'avanç de l'exèrcit aliat dels " adoradors de la Creu" i es va refugiar en una fortalesa on es va preparar per un setge complicat. Bagrat va aprofitar per apoderar-se de les terres properes a Rani que va convertir en província georgiana, i llavors va començar el setge de Shankor, la vila fortificada on estava Fadl. En pocs dies va eliminar les defenses i finalment va concedir la pau a l'emir derrotat. Fadlun va esdevenir vassall de Geòrgia i quedava obligat a ajudar a Bagrat en cas de necessitat; Gandja pagaria tribut (kharadj) des d'aquell moment. L'emir va oferir nombrosos i sumptuosos regals al rei i als nobles que havien convençut a Bagrat de fer la pau sense annexionar Gandja

## Relacions amb l'Imperi Romà d'Orient
Sotmesa la Transcaucàsia Bagrat III es va ocupar de la frontera amb l'Imperi Romà d'Orient, al sud-oest del país. Després de l'any 1000 i la mort de David el Curopalata, qui havia llegat per testament el seu domini de la Taoklardjètia a l'Imperi Romà d'Orient, aquest territori era part de l'imperi. El 1008 es va apoderar del Baix Tao i la Javakhètia, que pertanyien al seu pare, però la part romana d'Orient quedava fora de les seves mans però entre 1011 i 1012, Bagrat va decidir recuperar el seu domini hereditari. Va fer la guerra aleshores contra els prínceps Sumbat i Gurguèn de Klardjètia, que, sotmesos a l'Imperi Romà d'Orient, havien pres el títol de « rei de Klardjètia », i amenaçaven la integritat de Geòrgia. El va vèncer sense oposició dels romans d'Orient. El 1012, va fer matar els dos prínceps (i germans) quan estaven empresonats a la fortalesa de Tmogvi, però va permetre als seus fills exiliar-se a Constantinoble.
Amb l'annexió del ducat d'Artanudji-Calarzene, Bagrat esdevenia definitivament amo de totes les terres georgianes. Però no es va aturar. Va fer campanyes al Caucas on va sotmetre a tribut a l'Arran, el Shirvan i, segons les cartes georgianes contemporànies, l'Armènia. Es va aliar al califa abbàsida al-Qadir i es va girar contra l'emperador Basili II. Sota el seu regnat, Geòrgia va estar unida i no va conèixar cap revolta dels nobles. El rei, monarca absolut, fou estimat pel seu poble i els pagesos.

## Cristianisme
Bagrat III va crear el Patriarcat o Catholicos de tot Geòrgia, que encara existeix. Vers l'any 1000 el patriarca Joan IV porta el títol de Catholicos d'Ibèria. Va fer construir també diverses esglésies incloent la catedral de Bèdia (999) que va fer seu d'un bisbat i capital religiosa de l'Abkhàzia al lloc de Gudavka. També va construir la catedral de Bagrati (acabada el 1003) a la seva capital Kutaisi, avui patrimoni de la humanitat de la UNESCO.

## Mort
Bagrat III va iniciar un darre viatge pel país, que va creuar de part a part arribant finalment a Tao on va passar l'hivern del 1013 al 1014. Va morir allí el divendres 7 de maig de 1014. Es diu que ja era vell (probablement uns 55 anys) i tenia una cabellera llarga i blanca., Havia regnat 36 anys. El eristavi Zviad Orbeliani, d'una província d'Abkhàzia, es va fer càrrec del seu cos que va portar al nord del país i fou enterrat a l'església de Bèdia, avui a la república d'Abkhàzia.

## Família
Bagrat III era fill de Gurguèn I d'Ibèria i de la seva esposa la reina Gurdandukht, filla del rei Jordi II d'Abkhàzia. Fou adoptat de jove pel cosí del seu pare David III d'Ibèria, curopalata de Taoklardjètia, que no tenia fills. Segons Mateu d'Edessa tenia una germana, Katràmida, que es va casar amb Gagik I rei d'Armènia, però aquest parentiu no està comprovat doncs molts autors pensen que Katràmida era de la família siunida. Toumanoff diu que va tenir una esposa de nom Marta, que li va donar un fill, Jordi I de Geòrgia. Altres fonts esmenten un segon fill, Basili, que fou canonitzat com Basili de Khakhuli per l'església ortodoxa georgiana.